# Kalabrias
Kalabrias är ett kortspel som är vida spritt i Europa och också har ett antal närbesläktade varianter. Det franska belote är i praktiken samma spel som kalabrias. 
En lek med 32 kort (utan tvåor t.o.m. sexor) används. Spelet är avsett för två spelare, men kan i modifierad form också utövas av tre eller fyra.
Spelet går ut på att samla poäng, dels för vissa kombinationer på handen, dels genom att spela hem stick med vissa värdekort och det sista sticket. Spelarna får i given nio kort var. Efter att de sex första korten delats ut, bestäms trumffärgen med en enkel budgivning. De poänggivande kombinationerna utgörs av sviter med minst tre kort i samma färg samt av kung och dam i trumf.